# Ivan Bartoš
Ivan Bartoš (Jablonec nad Nisou, República Checa; 20 de marzo de 1980) es un arquitecto de software checo, activista, político y miembro de la Cámara de Diputados de la República Checa desde octubre de 2017. Es el presidente del Partido Pirata Checo desde 2016, y anteriormente lo fue entre 2009 y 2014. También se desempeña como presidente de la Comisión de Administración Pública y Desarrollo Regional desde noviembre de 2017.

## Biografía
Ivan Bartoš nació el 20 de marzo de 1980 en Jablonec nad Nisou, una ciudad industrial en el norte de Bohemia, entonces Checoslovaquia. Estudió estudios de información y bibliotecología en la Facultad de Artes de la Universidad Carolina de Praga y participó en un programa de intercambio de estudiantes en la Universidad de Nueva Orleans. Posteriormente, Bartoš trabajó en la industria de la tecnología de la información y fue elegido presidente del Partido Pirata en octubre de 2009.
Bartoš llevó al partido a sus primeras elecciones nacionales en 2010, donde los Piratas recibieron el 0,8% de los votos, sin conseguir una representación en la Cámara de Diputados.

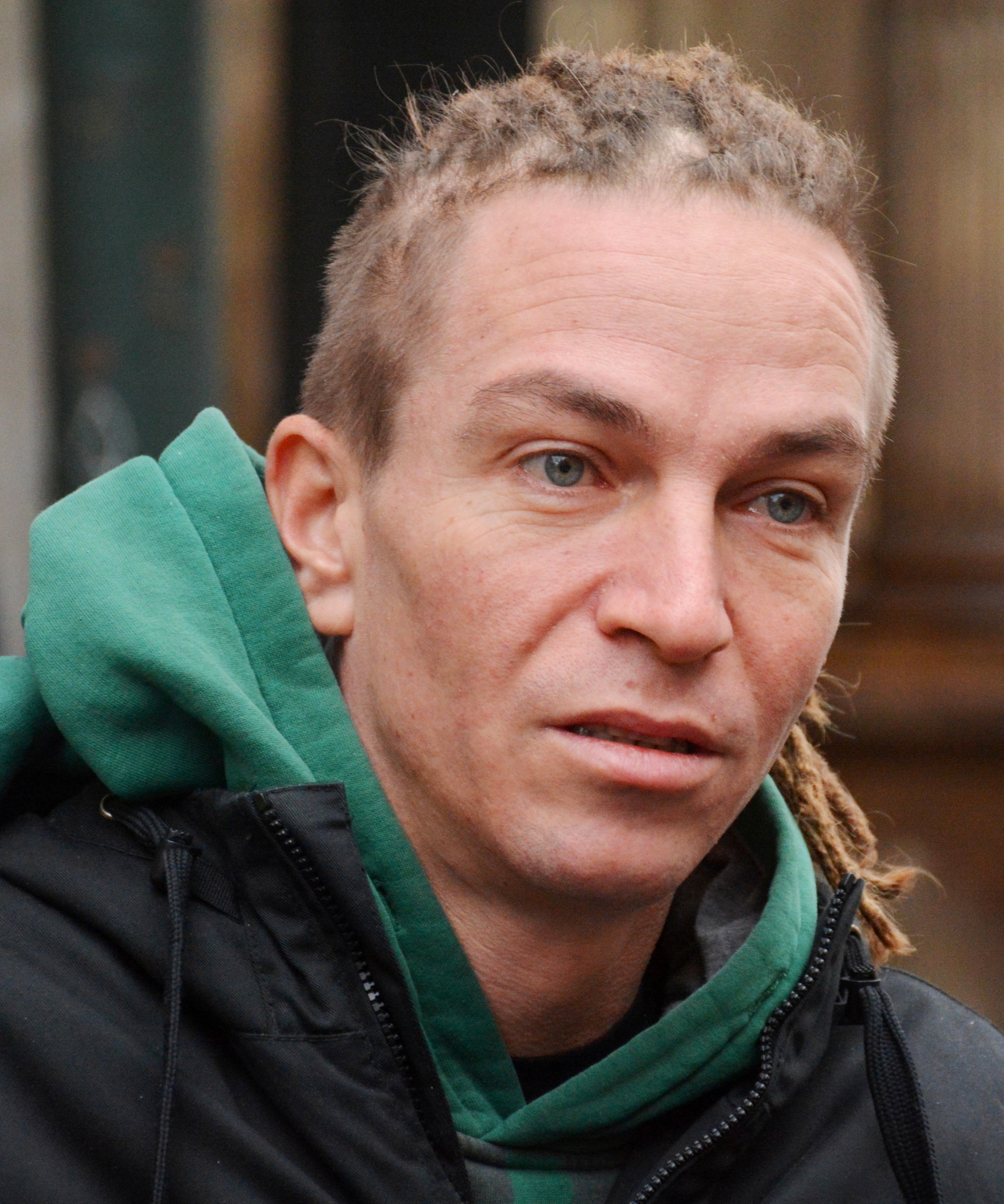
Ivan Bartoš en 2017.

Bartoš volvió a ser el principal candidato del partido en las elecciones legislativas de 2013. El partido obtuvo el 2,66% de los votos, sin alcanzar el umbral electoral del 5%. Bartoš fue el principal candidato de los Piratas para las elecciones al Parlamento Europeo de 2014, pero el partido quedó a poco del umbral electoral del 5%, recibiendo el 4,78% de los votos. En junio de 2014, Bartoš dimitió como líder del partido. Bartoš fue elegido presidente del partido nuevamente en 2016 y llevó a los Piratas a las elecciones legislativas de 2017, obteniendo el 10,8% del voto nacional para convertirse en el tercer partido más grande en la Cámara de Diputados, ocupando 22 de 200 escaños.
Bartoš fue reelegido como líder del partido en 2018 y dirigió la campaña para las elecciones locales de 2018, donde el principal candidato pirata en Praga, Zdeněk Hřib, fue elegido como alcalde de la ciudad. En 2019, Bartoš hizo campaña para las elecciones al Parlamento Europeo en apoyo de la lista del Partido Pirata y del candidato principal, Marcel Kolaja. El partido obtuvo el 13,95% de los votos y entró en el Parlamento Europeo con tres eurodiputados.
En enero de 2020, Bartoš fue reelegido como líder del partido. En diciembre de 2020, fue elegido candidato principal de la coalición electoral del Partido Pirata y Alcaldes e independientes (STAN) para las elecciones legislativas checas de 2021.

## Vida personal
Bartoš es miembro de la Iglesia husita checoslovaca y está casado desde 2015. Ha apoyado eventos antifascistas y es pacifista. Participa en la cultura del "hágalo usted mismo", toca el acordeón y tocaba el órgano de iglesia durante su juventud.